# Apollo 7
De Apollo 7 was de eerste bemande missie in het Project Apollo. Het was een elfdaagse missie die met behulp van een Saturnus IB in een baan om de aarde werd gebracht. Het was de eerste Amerikaanse missie waarbij drie personen tegelijk in de ruimte werden gebracht met een ruimteschip.

## Doel
Het doel van de Apollo 7-missie was voornamelijk het testen van de CSM-module en het testen van het koppelen tussen de module en de tweede trap van de Saturnus IB-raket.

## Verloop
De lancering van de Apollo 7 op 11 oktober 1968 was het begin van de eerste bemande vlucht met een Saturnus IB-raket. De lancering verliep vlekkeloos, de eerste trap werd na 2 minuten en 25 seconden afgeworpen. De tweede trap nam het daarna over en stuwde de Apollo 7 na bijna 6 minuten tot de orbitale snelheid en een hoogte van ruim 200 km.
Na een verblijf van elf dagen in een baan om de aarde, waar koppeling in de ruimte werd geoefend, landde de Apollo-capsule in de Atlantische Oceaan waar de U.S.S. Essex hem opwachtte en aan boord nam.
De command-module wordt nu tentoongesteld in het Frontiers of Flight Museum in Dallas, Texas.

## Bemanning
- Wally Schirra, commandant
- Donn Eisele, piloot
- Walter Cunningham, piloot maanlander

## Trivia
Apollo 7 was de enige bemande vlucht die vanaf Lanceercomplex 34 werd gelanceerd. Het was tevens de laatste lancering vanaf dit complex, en ook de laatste bemande Amerikaanse ruimtevlucht (suborbitale vluchten van enkele minuten door Virgin Galactic en Blue Origin daargelaten) die niet vanaf Lanceercomplex 39 op het Kennedy Space Center was gelanceerd. Pas in 2022 of 2023 wanneer de CST-100 Starliner zijn eerste bemande ruimtevlucht maakt zal er weer een Amerikaanse bemande, ruimtevlucht vanaf een ander lanceercomplex (SLC-41) worden gelanceerd.

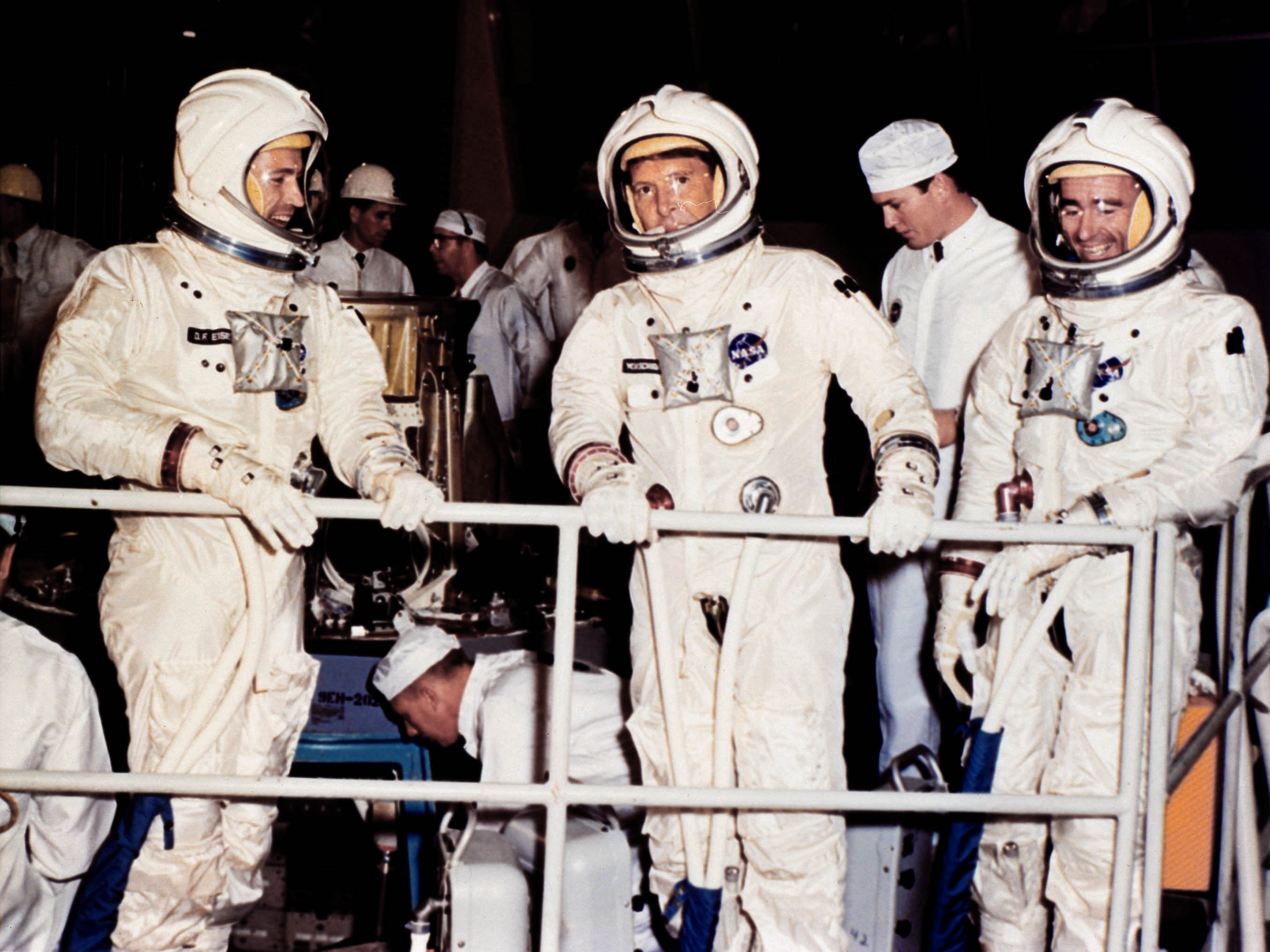
Bemanning september 1968
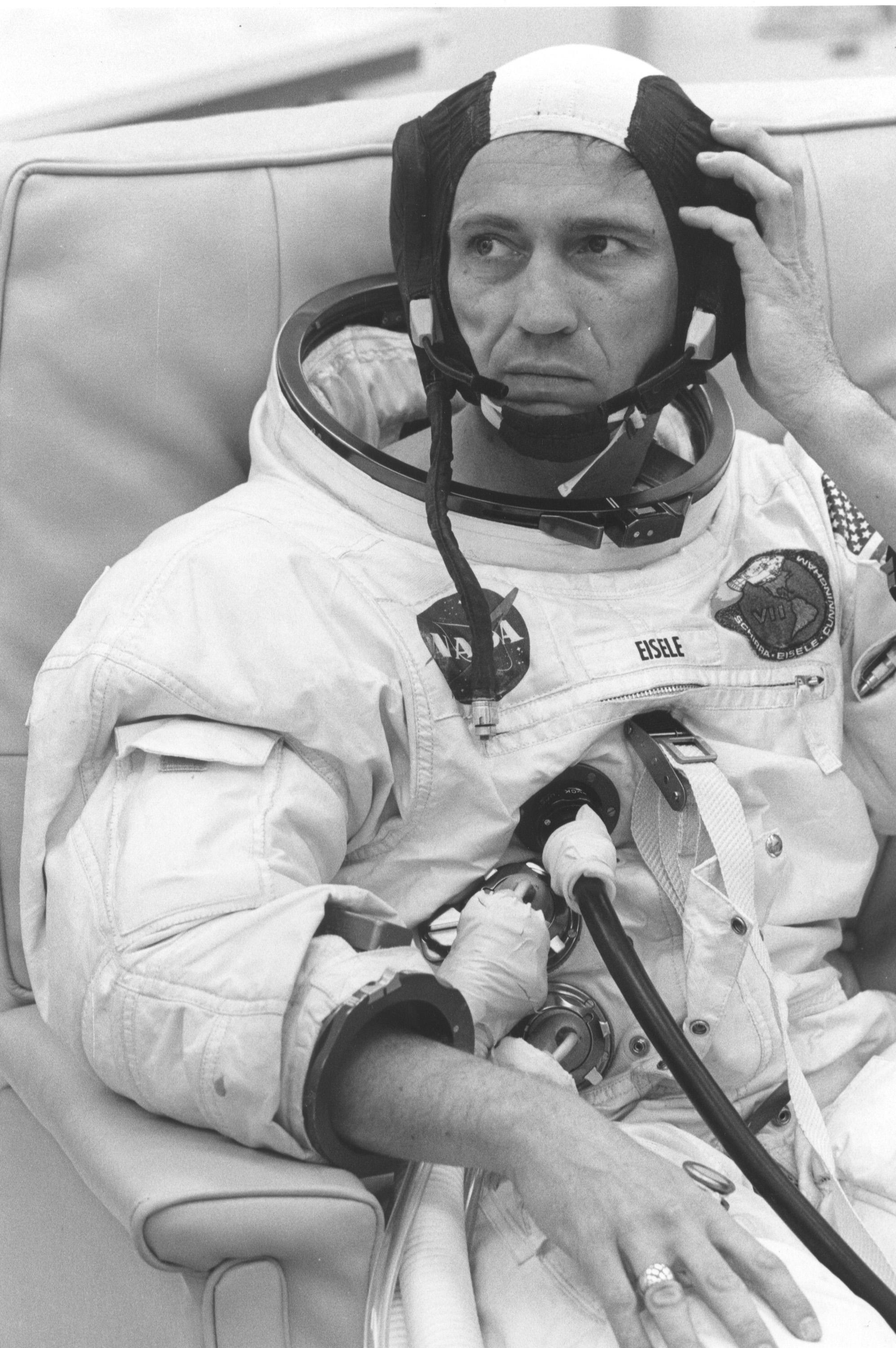
Eisele voor de vlucht
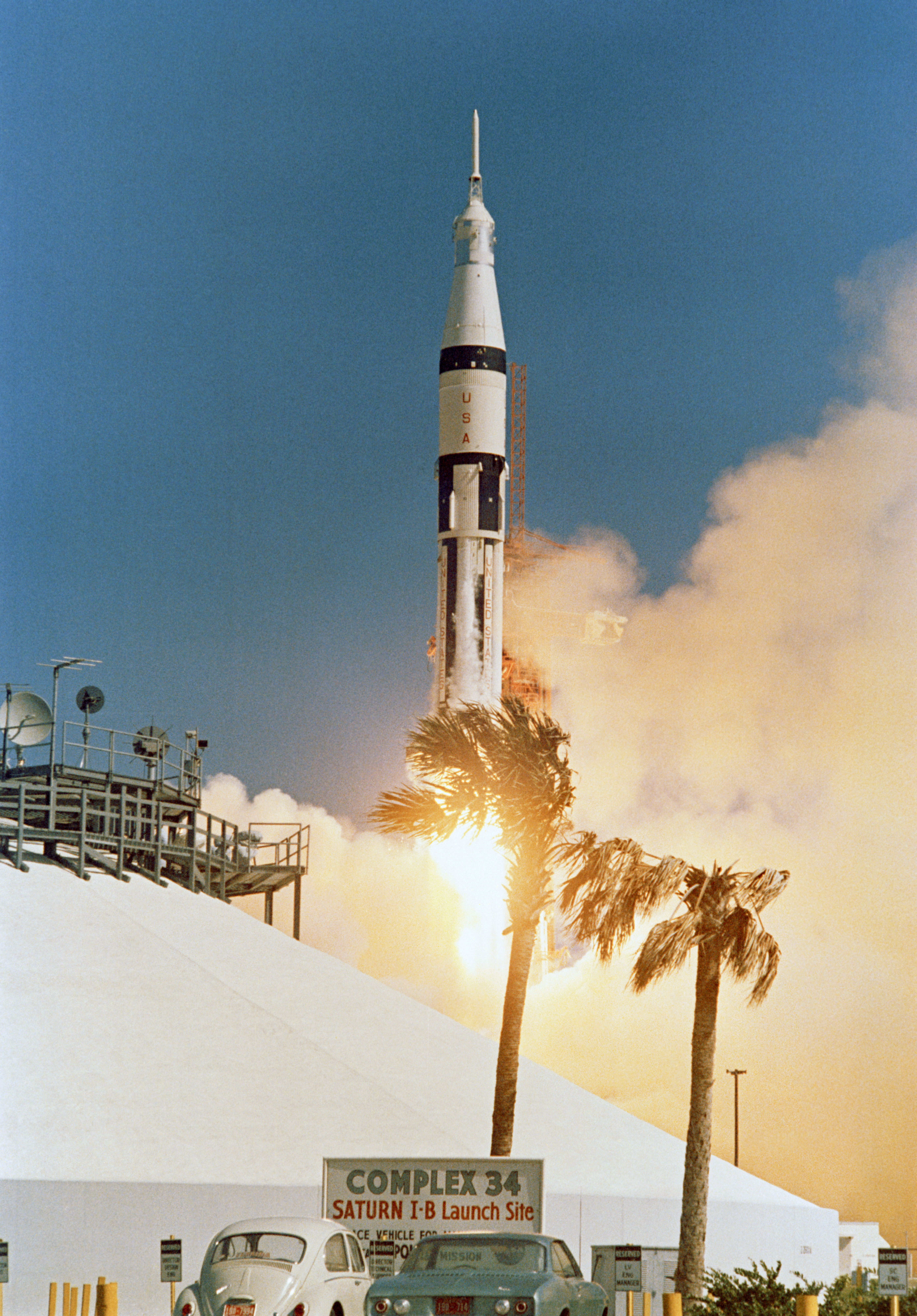
Lancering
Oefening SIV-B trap koppeling
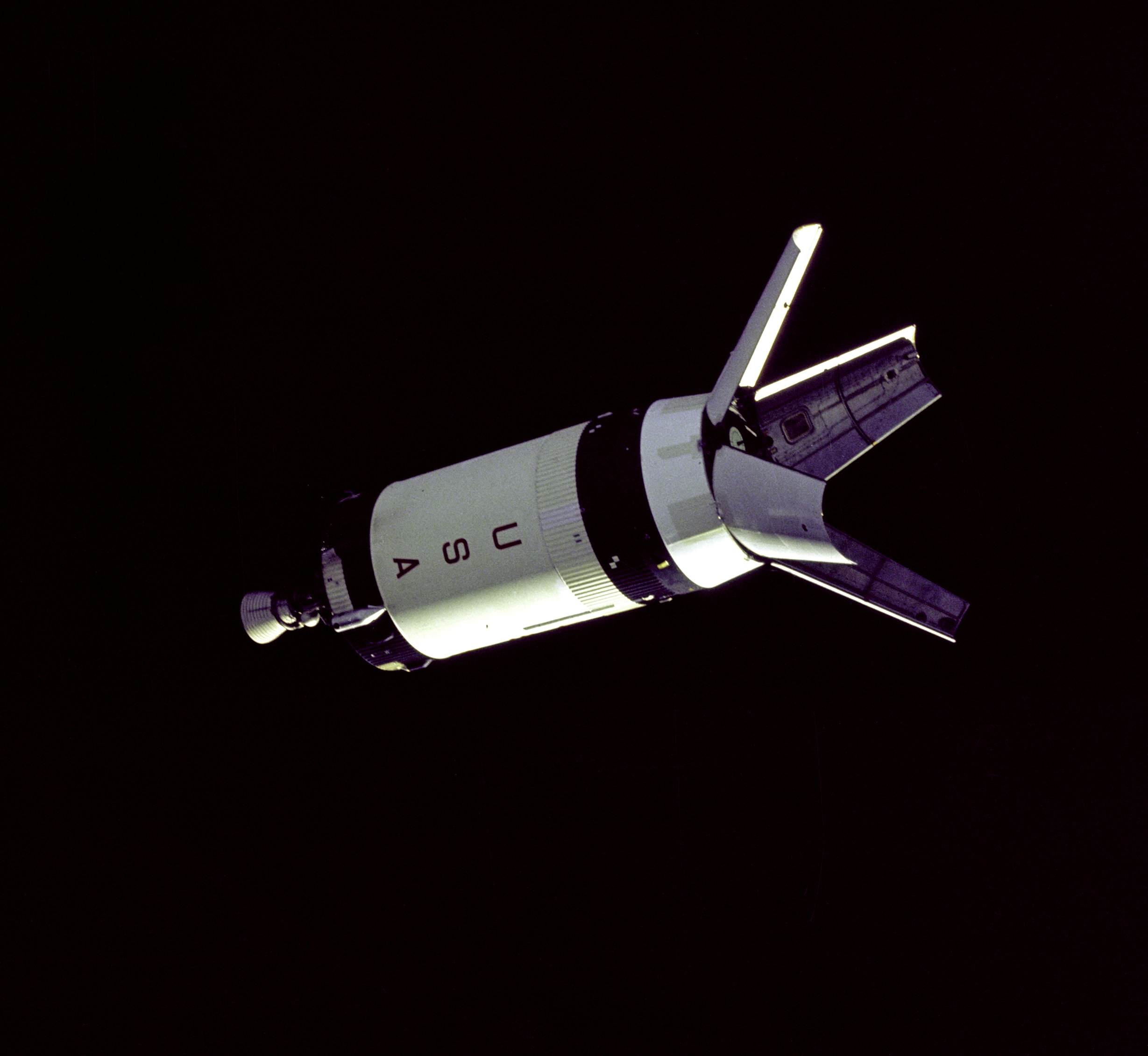
Derde trap 11 oktober 1968
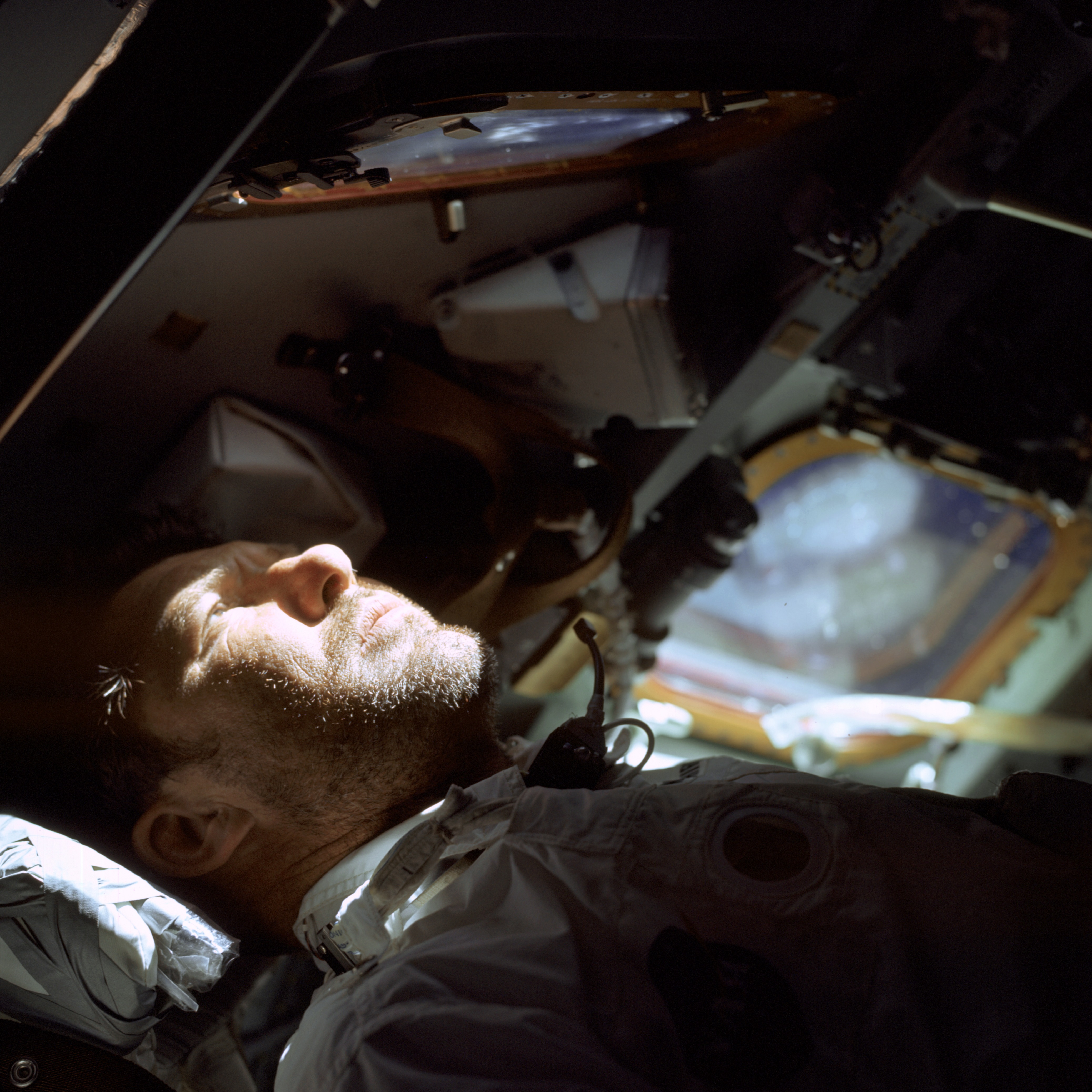
Schirra tijdens de missie
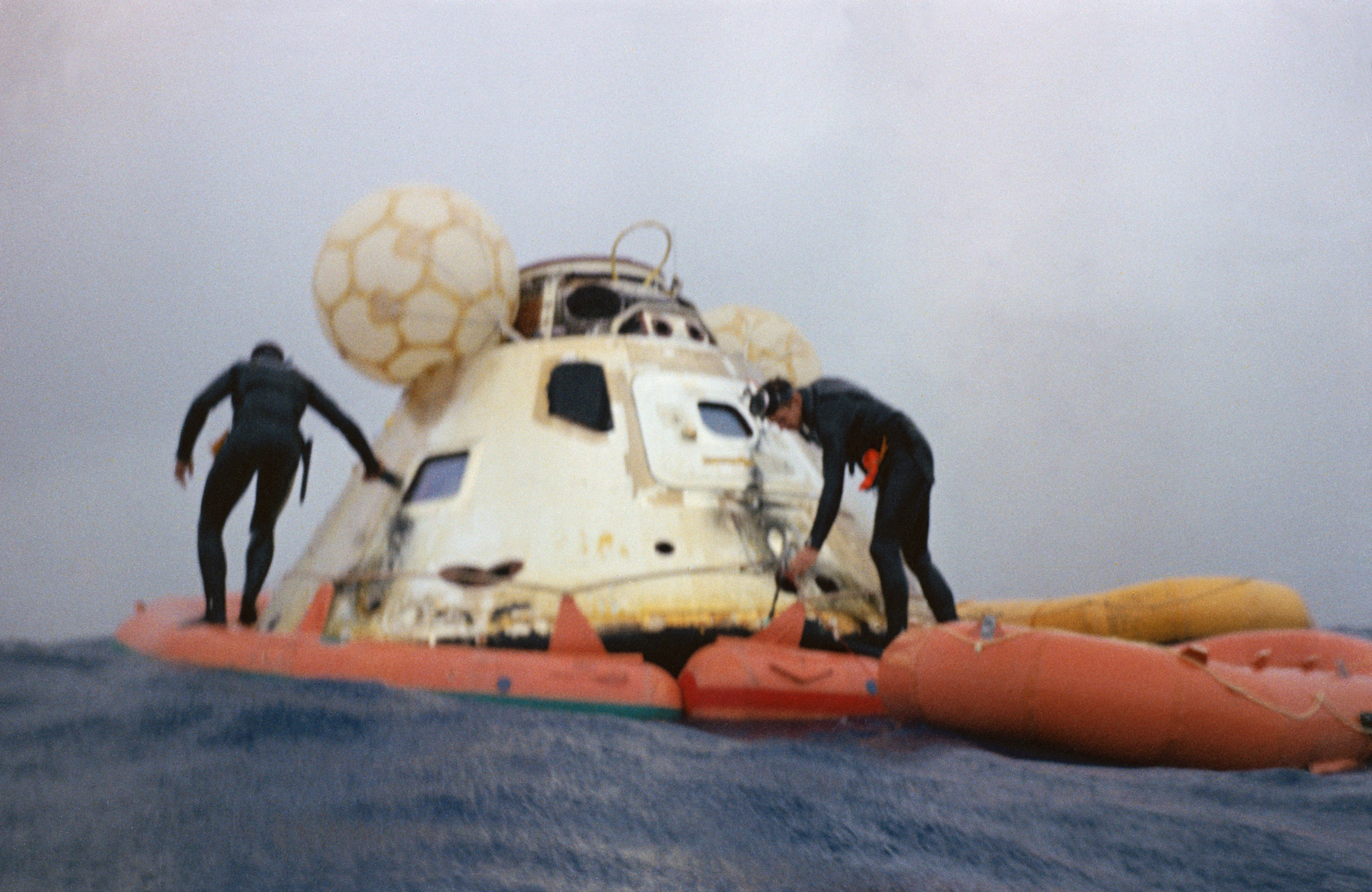
Landing in de Stille oceaan
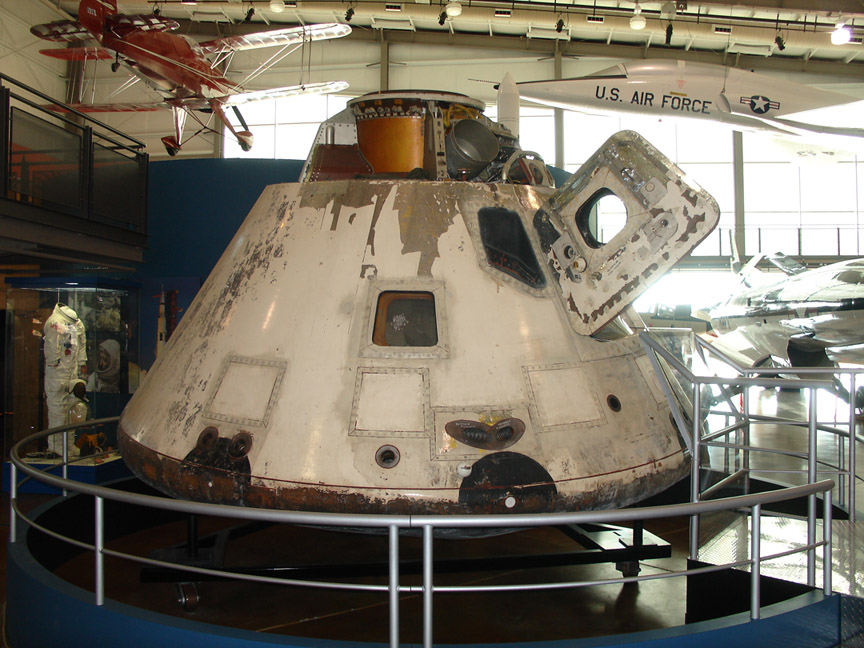
Capsule tentoongesteld